# Festival nature
 (novembre 2022).
Si vous disposez d'ouvrages ou d'articles de référence ou si vous connaissez des sites web de qualité traitant du thème abordé ici, merci de compléter l'article en donnant les références utiles à sa vérifiabilité et en les liant à la section « Notes et références ».
Un festival nature propose des animations à la fois culturelles, pédagogiques, festives et conviviales et en favorisant les échanges directs entre le public et les spécialistes des domaines de la faune, de la flore et de la nature en général.

## En France
- Festival de l'oiseau et de la nature
- Festival de la biodiversité Teciverdi
- Festimages Nature